# ترور احمد یاسین
در ۲۲ مارس ۲۰۰۴، احمد یاسین، رهبر ۶۷ ساله فلسطینی و از بنیان‌گذاران حماس، در شهر غزه ترور شد. وی که از نوجوانی به دلیل فلج چهاراندام بودن از ویلچر استفاده می‌کرد، در حال بازگشت از اقامه نماز صبح بود که هدف قرار گرفت و با همراهانش بلافاصله کشته شدند. ترور او باعث خشم گروه‌های فلسطینی شد و قول انتقام دادند. حماس گفت که آریل شارون، نخست‌وزیر اسرائیل، «درهای جهنم را گشود.» اندکی پس از این حمله، عبدالعزیز رنتیسی، رهبری حماس در نوار غزه را بر عهده گرفت. یاسین در ۶ سپتامبر ۲۰۰۳ نیز از یک سوءقصد، جان سالم به در برده بود. به گزارش رادیو اسرائیل، شارون، شخصاً بر حمله به یاسین، نظارت داشت.